# 慶應義塾大学大学院社会学研究科
慶應義塾大学大学院社会学研究科（けいおうぎじゅくだいがく だいがくいんしゃかいがくけんきゅうか、英: Graduate School of Human Relations, Keio University）は、慶應義塾大学が設置する社会学研究科である。

## 概要
1951年に慶應義塾大学の学部から独立した研究科として新制大学院社会学研究科が設置された。社会学専攻、心理学専攻、教育学専攻の3専攻が置かれている。社会学専攻では、社会学の他、文化人類学、民俗学、コミュニケーション研究、社会心理学が扱われている。また、心理学専攻では主に実験心理学が扱われている。

## 沿革
- 1951年 - 慶應義塾大学に大学院社会学研究科を設置[5]。社会学専攻を開設[1]。
- 1961年 - 教育学専攻を開設[1]。

## 専攻
- 社会学専攻[2]
- 心理学専攻[2]
- 教育学専攻[2]

## 著名な出身者
研究
- 赤尾勝己 - 教育学、関西大学文学部教授
- 新井範子 - 経営学、上智大学教授
- 石黒広昭 - 教育学、立教大学教授
- 井関利明 - 社会学、慶應義塾大学名誉教授、政策情報学会初代会長
- 稲葉昭英 - 社会学、慶應義塾大学教授
- 宇佐美まゆみ - 言語学、東京外国語大学名誉教授
- 梅屋潔 - 文化人類学、神戸大学大学院教授
- 川合隆男 - 社会学、慶應義塾大学名誉教授
- 熊坂賢次 - 社会学、慶應義塾大学名誉教授、元ソフトピアジャパン理事長
- 榊博文 - 心理学、元慶應義塾大学教授、国際陰陽科学会名誉会長
- 坂爪洋美 - 経営学、法政大学准教授
- 佐々木掌子 - 心理学、明治大学准教授
- 佐藤方哉 - 心理学、慶應義塾大学名誉教授、元国際行動分析学会会長
- 須賀敦子 - イタリア文学、元上智大学教授、講談社エッセイ賞、女流文学賞
- 高橋潔 - 経営学、立命館大学教授
- 田中克佳 - 教育史、慶應義塾大学名誉教授
- 中島定彦 - 心理学、関西学院大学教授
- 中野泰志 - 心理学、慶應義塾大学教授、元視覚障害リハビリテーション協会会長
- 西山志保 - 社会学、立教大学教授
- 馬場禮子 - 心理学、元旧東京都立大学人文学部教授
- 林部英雄 - 心理学、横浜国立大学名誉教授
- 原田勝弘 - 社会学、明治学院大学名誉教授
- 久田満 - 心理学、上智大学名誉教授
- 藤原淳賀 - 神学、青山学院大学教授
- 守島基博 - 経営学、一橋大学名誉教授、学習院大学副学長
- 山田慎也 - 民俗学、国立歴史民俗博物館教授(副館長)
- 山本正身 - 教育学、慶應義塾大学教授
- 和崎春日 - 文化人類学、名古屋大学名誉教授

その他
- 船田元 - 元経済企画庁長官、元衆議院議員船田中の孫
- 清原慶子 - 前三鷹市長、元東京工科大学教授
- 片山龍太郎 - 元マルマン社長、創業者片山豊の子
- 出口光 - 元タカキュー社長、大本教教祖出口王仁三郎の曾孫
- 篠田潤子 - 元テレビ朝日アナウンサー、東京通信大学教授